# Той ще Карлосон!
«Той ще Карлосон!» — російська казкова комедія Сарика Андреасяна. Фільм має дуже віддалений зв'язок з книгами Астрід Ліндгрен. Ім'я головного героя у фільмі написано, як Карлосон, замість оригінального Карлсон. Прем'єра очікувалась 5 січня 2012 року, але пізніше її перенесли на 15 березня.

## Зміст
Маленький хлопчик хоче уваги, собаку і веселощів. Однак батьки так зайняті своїми справами і так прагматично підходять до всіх прохань, нехай і даруючи дитині дорогі іграшки, що у нього не залишається іншого виходу, як завести веселого і чарівного друга. От тільки занадто сувора няня все не дає спокою.

## Ролі
| Актор            | Роль                                 |
| ---------------- | ------------------------------------ |
| Михайло Галустян | Карлосон                             |
| Федя Смирнов     | Малюк                                |
| Ігор Вєрник      | тато Малюка                          |
| Марія Сьомкіна   | мама Малюка                          |
| Нонна Гришаєва   | Олена Олександрівна, няня Малюка     |
| Гоша Куценко     | Новицький, аферист                   |
| Олександр Олешко | Заславський, аферист                 |
| Олег Табаков     | дід Карлосона, старійшина Метриків   |
| Семен Фурман     | батько Карлосона, радник Метриків    |
| Андрій Федорцов  | шкільний психолог                    |
| Євген Кошовий    | вчитель                              |
| Арарат Кещян     | Артем Оганесов, співробітник поліції |
| Ілля Костюков    | Сорокін                              |
| Степан Юрпалов   | журналіст                            |

## Критика
Фільм отримав переважно негативні відгуки критиків. На сайті КиноПоиск він має рейтинг 3,5 бала з 10 можливих, на IMDB — 2,9 из 10.

## Знімальна група
- Режисер — Сарік Андреасян
- Сценарист — Сарік Андреасян, Павло Карнаухов, Тихон Корнєв
- Продюсер — Гевонд Андреасян, Сарік Андреасян, Михайло Галустян, Георгій Малков